# Pyrrhura picta subandina
Pyrrhura picta subandina is een vogel uit de familie Psittacidae (papegaaien van Afrika en de Nieuwe Wereld).  Door BirdLife International wordt deze ondersoort als aparte soort beschouwd met aparte vermelding op de Rode Lijst van de IUCN. Het is een ernstig bedreigde, endemische vogelsoort in Colombia. De vogel werd in 1917 als Pyrrhura subandina door Walter Edmond Clyde Todd beschreven. In het Engels wordt de vogel Sinu Parakeet  (sinùparkiet) genoemd.

## Kenmerken
De vogel is 21 cm lang. Het is een merendeels groene parkiet met een middellange staat met donkerrode veren. De vleugelveren zijn blauw, de borst heeft donkergrijze veren met roomkleurige uiteinden, daaronder is de buik donkerrood. Onder het oog is een rode vlek, daarachter een lichtere vlek, maar niet zo licht als bij verwante soorten. De  kruin is voornamelijk bruin gekleurd.

## Verspreiding en leefgebied
Er zijn nog hoogstens drie plaatsen in Colombia waar deze parkieten voorkomen. Met zekerheid zijn er vogels in de droge bossen in het dal van de rivier de Sinú (een zijriver van de Magdalena) in het noordwesten van Colombia in het departement Córdoba.

## Status
De sinùparkiet heeft een uiterst beperkt verspreidingsgebied en daardoor is de kans op uitsterven aanwezig. De grootte van de populatie werd in 2016 door BirdLife International geschat op 1 tot 50 volwassen individuen en de populatie-aantallen nemen af door habitatverlies. Het leefgebied wordt aangetast door ontbossing waarbij natuurlijk bos wordt omgezet in gebied voor agrarisch gebruik. Om deze redenen staat deze soort als ernstig bedreigd (kritiek) op de Rode Lijst van de IUCN.
Er gelden beperkingen voor de handel in deze parkiet, want de soort staat in de Bijlage II van het CITES-verdrag.